# أليكس صموئيل
أليكس صموئيل (بالإنجليزية: Alex Samuel) (20 سبتمبر 1995 في المملكة المتحدة - ) هو لاعب كرة قدم ويلزي في مركز الهجوم. شارك مع منتخب ويلز تحت 19 سنة لكرة القدم. أما مع النوادي، فقد لعب مع سوانزي سيتي ونادي غرينوك مورتون.

## وصلات خارجية
- أليكس صموئيل على موقع قاعدة بيانات كرة القدم.إي يو (الإنجليزية)
- أليكس صموئيل على موقع Soccerbase.com (لاعب) (الإنجليزية)
- أليكس صموئيل على موقع Soccerway.com (الإنجليزية)